# Emmanuel Bodjollé
Emmanuel Bodjollé (ur. 1928) – togijski wojskowy i polityk, tymczasowy prezydent Togo od 13 do 15 stycznia 1963.
Służył we francuskiej armii, gdzie doszedł do stopnia starszego sierżanta. Po uzyskaniu niepodległości przez Togo znalazł się w grupie 300 żołnierzy, których nie wcielono do armii nowego państwa. Na początku 1963 zorganizował z poparciem około 30 podoficerów zamach stanu przeciw prezydentowi Sylvanusowi Olympio i aresztował ministrów rządu, samego zaś Olympio zastrzelono tuż przed bramą ambasady USA podczas ucieczki. 13 stycznia Bodjollé stanął na czele dziewięcioosobowego rządu tymczasowego, który dwa dni później przekazał władzę prezydentowi Nicolasowi Grunitzky'emu.